# Waiting for the End
Waiting for the End is een nummer van de Amerikaanse alternatieve rockgroep Linkin Park. Het is geschreven door Chester Bennington en Mike Shinoda en geproduceerd door Rick Rubin en Shinoda. Al voor de albumreleasedatum, werd bekendgemaakt dat het nummer als de tweede single van het vierde studioalbum A Thousand Suns uitgebracht zou worden. Deze vond plaats op 1 oktober 2010.

## Achtergrond
In aanloop naar de release van het album werden er verschillende afleveringen van de webisodes van LPTV online gezet, waarin in een aflevering er over de melodie van een zin in het nummer werd nagedacht. In de week van de albumrelease speelde Michiel Veenstra in MetMichiel op 3FM elke dag een nieuw nummer, waaronder op 7 september Waiting for the End. Waiting for the End ging vanaf dit datum op verschillende internationale radiostations in première ging en werd op dezelfde dag op Myspace werd geplaatst. Terwijl in Nederland het nummer Blackbirds na de release in de iTunes-lijsten het goed deed, werd Waiting for the End in de Verenigde Staten goed gedownload en was het in de week van de release een van de meest aangevraagde nummers op de Amerikaanse radiozender KROQ. Tijdens de Kevin & Bean Show van deze radiozender werd het nummer voor een select groep winnaars voor het eerst gespeeld, naast What I've Done, Numb, Iridescent en New Divide.
Waiting for the End was naast Iridescent een van de nummers die de band in overweging nam om als de eerste single uit te brengen. Uiteindelijk werd het toch The Catalyst.

## Release en promotie
Waiting for the End werd in de Verenigde Staten uitgebracht de Top 40-, alternative-, modern rock- en hot acformat uitgebracht.

### Optredens
| Datum                                       | Land                         | Locatie                                 |
| Noord-Amerika                               | Noord-Amerika                | Noord-Amerika                           |
| ------------------------------------------- | ---------------------------- | --------------------------------------- |
| 7 september 2010                            | Verenigde Staten             | KROQ's Kevin and Bean Breakfast Show    |
| Noord-Amerika                               |                              |                                         |
| 14 september 2010                           | Verenigde Staten             | A Thousand Suns Album Release Show      |
| A Thousand Suns Tour: Zuid-Amerikaanse leg  |                              |                                         |
| 7, 9 & 11 september 2010                    | Argentinië, Chili & Brazilië | Diverse locaties                        |
| A Thousand Suns Tour: Europese leg          |                              |                                         |
| 20 oktober t/m 11 november 2010             | Diverse landen               | Diverse locaties                        |
| A Thousand Suns Tour: Midden-Oosterse leg   |                              |                                         |
| 13 december 2011                            | Verenigde Arabische Emiraten | Grand Prix Formule 1 van Abu Dhabi 2011 |
| 15 december 2011                            | Israël                       |                                         |
| A Thousand Suns Tour: Australische leg      |                              |                                         |
| 3 t/m 16 december 2010                      | Diverse landen               | Diverse locaties                        |
| A Thousand Suns Tour: Noord-Amerikaanse leg |                              |                                         |
| 20 januari t/m 3 maart 2011                 | Verenigde Staten             | Diverse locaties                        |
| 5 februari 2011                             | Verenigde Staten             | Saturday Night Live                     |
| 4 juni 2011                                 | Verenigde Staten             | KROQ Weenie Roast 2011                  |
| 5 juni 2011                                 | Verenigde Staten             | Live 105's BFD 2011                     |
| A Thousand Suns Tour: Europese leg          |                              |                                         |
| 11 juni t/m 4 juli 2011                     | Diverse landen               | Diverse locaties                        |
| A Thousand Suns Tour: Noord-Amerikaanse leg |                              |                                         |
| 30 & 31 augustus 2011                       | Verenigde Staten             | Diverse locaties                        |
| A Thousand Suns Tour: Aziatische leg        |                              |                                         |
| 6 t/m 25 september 2011                     | Diverse landen               | Diverse locaties                        |

## Tracklist
| Nr. | Titel                                       | Duur  |
| --- | ------------------------------------------- | ----- |
| 1.  | Waiting for the End                         | 03:51 |
| 2.  | The Catalyst ("Guitarmagedon" DIOYY? Remix) | 03:06 |

| Nr. | Titel                                      | Duur  |
| --- | ------------------------------------------ | ----- |
| 1.  | Waiting for the End                        | 03:51 |
| 2.  | Waiting for the End (The Glitch Mob Remix) | 04:54 |

| Nr. | Titel               | Duur  |
| --- | ------------------- | ----- |
| 1.  | Waiting for the End | 03:51 |

## Stijl en compositie
Waiting for the End is een nummer dat bestaat uit raprock, elektronische rock en alternatieve rock met elementen uit de industrial rock. In tegenstelling tot andere singles van de band, maar in gemeenschap met de meeste nummers van A Thousand Suns, bevat het geen standaard AABA-structuur. Het nummer begint met een snelle scherpe gitaarriff dat zich vier keer herhaalt, waarna de drums beginnen en een twee maten durende zware synthesizergeluid begint, dat zich om de acht maten herhalen. Shinoda's zangvocalen beginnen dan op een reggaeachtige manier en na zestien maten stopt al het geluid en is er een pianomelodie, lichte gitaarpicking en Benningtons op een zachte toon gezongen vocalen te horen. Na acht maten vallen de drums in en zingt Bennington zijn eerste couplet. Bij het tweede refrein is Shinoda op de achtergrond te horen als hij "Ooh" zingt en later valt hij ook zingend weer in. Een gitaar- en een synthesizersolo beginnen en hierna zingt Bennington een regel tekst en vervolgens Shinoda die de laatste vier regels van zijn eerder gezongen tekst herhaalt terwijl Bennington tegelijkertijd een andere regel zingt. Ondertussen zetten de gitaar- en synthesizersolo zich voort, samen met gitaardistortion en een synthesizergeluid.
Het nummer is geschreven in E majeur en heeft een gemiddeld lage tot gemiddelde tempo tussen de 84 (van de gitaar) en 92 beats per minute. De stemfrequenties op de voorgrond variëren tussen B3 en B5 terwijl die van de achtergrondzang zich tussen de F#4 en F#5 bevinden.
Tijdens live-optredens spelen enkele bandleden andere instrumenten dan die zij normaal gebruiken. Hoewel Shinoda als co-vocalist wel de gitaar in handen heeft, heeft hij toch de rol van leadgitarist waar gitarist Brad Delson de keyboard bespeelt. Vanaf de brug verandert zijn rol naar een ritmische gitarist. Ook op Burning in the Skies komt het voor dat Shinoda de leadgitarist is terwijl Delson de ritmische gedeeltes speelt.

## Videoclip
De videoclip werd opgenomen in augustus en ging 8 oktober in première. De door Joseph Hahn geregisseerde videoclip bevat de bandleden die individueel zijn opgenomen in 360° graden en gedigitaliseerd zijn. Ze zijn te zien voor een zwarte achtergrond en er zijn veel effecten te zien op en rond de mannen. De clip gaat verder met het artistieke thema van het album en de visuals die te zien zijn tijdens de optredens van dit nummer tijdens concerten. Volgens Hahn staat in de clip centraal dat de mens toch dicht bij zichzelf kan zijn ondanks het digitale geweld om zich heen.
It was an opportunity to experiment with pushing the digital envelope as it pertains to the visual language created thus far for A Thousand Suns. It was my attempt to digitally crush us to the point that you feel the soul of the music through what has become the essence of us. We become the ghosts in the machine. Some may say that because of technology, we lose a sense of who we are. I counter that by illustrating that we can get closer to who we are if we sift through the noise. - Joe Hahn
Er bestaat ook een tweede videoclip, die in feite eerder werd uitgebracht dan de officiële. Deze versie bestaat uit live-opnames van de band. Delen uit de clip zijn gefilmd door fans zelf, die speciaal door de band daartoe werden aangemoedigd.

## Verschijningen in populaire cultuur
Linkin Park trad tijdens de Grand Prix Formule 1 van Abu Dhabi 2010 op en het optreden van Waiting for the End werd uitgezonden bij de samenvatting van de race tijdens het programma Formula 1: BBC Sport. Ook verscheen het nummer in de aflevering Sqweegel van CSI: Crime Scene Investgation. Op gamegebied was het nummer een van de vijf van het A Thousand Suns-album die op download verkrijgbaar waren in de "Linkin Park Track Pack" voor Guitar Hero: Warriors of Rock die op 19 oktober 2010 uitgebracht werd. Daarnaast was het een van de zes nummers die op 11 januari 2011 uitgebracht werd in een pakket voor Rock Band 3.

## Ontvangst
Het nummer verkreeg al na de albumrelease airplay op de Amerikaanse radiostations waardoor het al vroeg in de Alternative Songs- en de Rock Songs-lijsten binnenkwam. Na albumrelease debuteerde het nummer op de 96e positie in de Amerikaanse Billboard Hot 100 en op respectievelijk de 40e en de 36e positie in de Alternative en Rock Songs-lijsten. Het nummer kwam enkele malen opnieuw binnen in de Hot 100 en klom na veertien weken langzaam op naar de 42e positie. Het nummer deed er evenveel weken over om met de tweede positie haar piek in de Rock Songs-lijst te behalen. De band deed er zestien weken over om de eerste positie in de Alternative Songs te bereiken. Op 7 april 2011 verkreeg het nummer de gouden status in de Verenigde Staten nadat de single 500.000 keer verkocht werd.

## Medewerkers
Linkin Park
- Chester Bennington: leadvocalen
- Rob Bourdon: drum, percussie
- Brad Delson: leadgitaar, keyboard (live)
- Joseph Hahn: DJ, scratching, programmering, sampling
- Phoenix: basgitaar
- Mike Shinoda: ritmisch gitarist, leadvocalen, achtergrondvocalen, producer, MC, keyboard

Productie
- Rick Rubin: producer
- Mike Shinoda: producer, engineer, creatieve artregie, pro-tools
- Vlado Meller: mastering
- Neal Avron: mixing
- Ethan Mates: engineer, pro-tools
- Jason Newell: engineer, pro-tools
- Lindsay Chase: productiecoördinatie
- Ryan DeMarti: productiecoöordinatie, A&R
- Liza Joseph: A&R
- Tom Whalley: A&R

Overig
- Joseph Hahn: creatieve artregie
- Frank Maddocks: artregie, ontwerp, creative regie
- Donny Phillps: artregie, ontwerp
- Ellen Wakayama: creative regie
- Ghost Media Town: artwork
- Josh Vanover: artwork, creative regie
- Jerry Johnson: drumtechnicicus
- Kymm Britton: P&R
- Anton Brooks: P&R
- Nicholas Fournier: assistent
- Mark Santangelo: assistent